# Finanskrisen på Cypern 2012–2013
Finanskrisen på Cypern 2012–2013 avser den ekonomiska krisen i Cypern, som Europeiska unionen (EU) och Internationella valutafonden (IMF) var inblandade i, och som hängde ihop med den grekiska statsskuldkrisen, landets nedvärdering av kreditrankningsinstituten samt regeringens oförmåga att finansiera sina utgifter på traditionellt sätt (genom skatt och statsobligationer).

## Bakgrund och krisens första faser

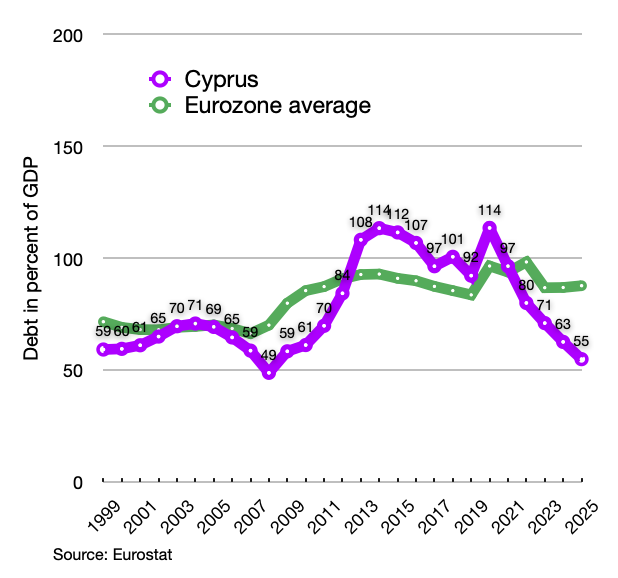
Cyperns statsskuld i procent jämfört med snittet för eurozonen sedan 1999.

Efter USA:s bolånekris 2007–2008, där osäkra bolåneskulder sålts vidare och packats om i flera led tills ”bubblan” till slut sprack, ledande till en kedja av negativa ekonomiska konsekvenser runt om i världen, varvid Cyperns bruttonationalprodukt (BNP) sjönk med 1,67 procent 2009. BNP-nedgången berodde bland annat på minskade intäkter från turism och sjöfart. Arbetslösheten fortsatte att stiga efter detta och detta bidrog även till ökad statsskuld. Landet gled därmed snabbt in i en recession, vilken förvärrades av EU:s beslut i frågan om de grekiska statspapperna, vilka de cypriotiska bankerna investerat kraftigt i. Den 11 september 2011 inträffade en militär olycka på Cypern, Evangelos Florakis Naval Base-explosionen, och strax efter det nedgraderades Cypern av alla större kreditvärderingsinstitut. 
Trots att Cypern med europeiska mått är ett litet land med liten befolkning och liten ekonomi, så har landet ändå en stor offshore banking-industri, vilken skakades i sina grundvalar under den finansiella stormen.

## Nödlån från EU och IMF
Den 16 mars 2013 kom Europeiska kommissionen, Europeiska centralbanken (ECB) och Internationella valutafonden (IMF) överens om ett nödlån på tio miljarder euro till Cypern. Cypern blev därmed det femte landet efter Grekland, Irland, Portugal och Spanien att få nödlån från EU och IMF. För att få lånet, och undvika det som i media beskrivits som ”finansiell härdsmälta”, var landets regering tvungen att gå med på en radikal omstrukturering av landets banksektor liksom även storskaliga uttag (konfiskation) från landets bankkunder. 

## Allmänhetens reaktioner

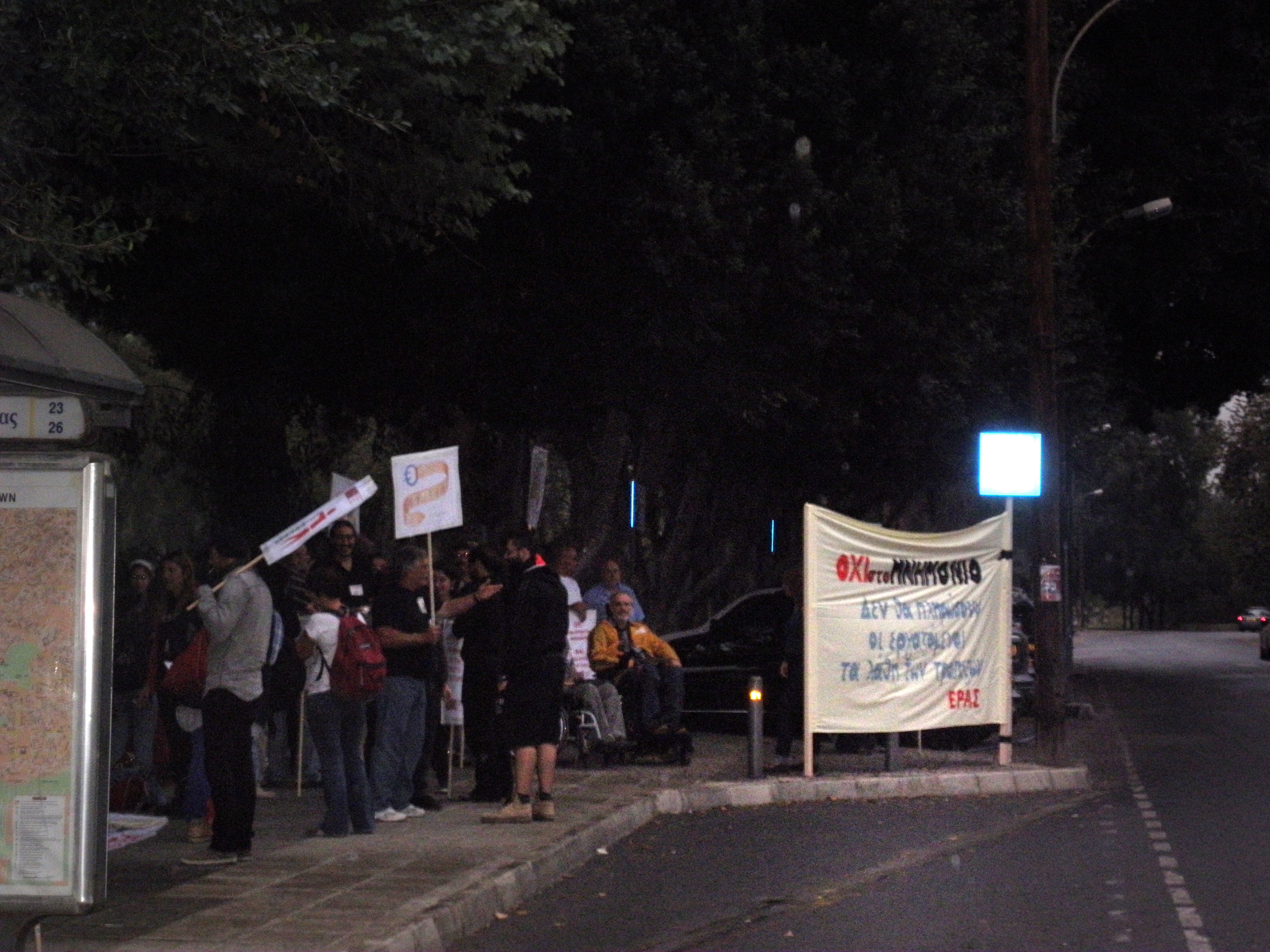
Medlemmar från ERAS utanför Cyperns representanthus i Nicosia

Den 8 november 2012 arrangerade Epitropí gia mia Rizospastikí Aristerí Syspeírosi (Επιτροπή για μια Ριζοσπαστική Αριστερή Συσπείρωση, ERAS), ’Kommittén för ett radikalt vänstermöte’, de första protesterna mot åtstramningarna och de förhandlingar som då pågick. Demonstranterna samlades med plakat utanför Representanthuset och skrek slagord mot de åtstramningar som där diskuterades. Broschyrer med alternativa ekonomiska förslag distribuerades, inklusive nationalisering av bankerna, bantning av försvarsutgifterna och ökning av företagsskatten. Även medlemmar i New Internationalist Left (NEDA) deltog i protesterna.

## Övrig kritik
Svenska Dagbladets krönikör Andreas Cervenka menar att den ekonomiska krisen på Cypern understryker vikten att inte låta banksektorn svälla okontrollerat liksom att det är en påminnelse om att banker är högriskinstitutioner. Hela situationen, med stängda banker, begränsade kontantuttag och en ekonomi som drar mot byteshandel, är enligt Cervenka som scenerna i en finansdystopi.